# Jo van Ammers-Küller
Johanna "Jo" van Ammers-Küller, född 13 augusti 1884 i Delft, död 23 januari 1966 i Bakel, var nederländsk författare.

## Biografi
Ammers-Küller bodde under perioden 1912–1921 i London. Hon skrev bland annat romaner och dramer där kvinnans frigörelse utgör bakgrunden såsom Maskerade (1919), De opstandigen: een familie-roman (1925), Tantalus (1928), De appel en Eva (1932) och Prins Incognito (1935).
Hennes sympatier för Tyskland under andra världskriget (Ammers-Küller var medlem av nederländska nationalsocialistiska partiet) gjorde henne senare mindre populär i Nederländerna. År 1945 förbjöds hon att under fem år publicera sig.